# Route nationale 7a
Die Route nationale 7A, kurz N 7A oder RN 7A, war eine französische Nationalstraße.
Die Straße wurde 1860 zwischen Nizza und Roquebrune-Cap-Martin (damals Ortsname nur Roquebrune; Kreuzung lag bei Cap-Martin) festgelegt, als die Grafschaft Nizza Teil von Frankreich wurde und das Nationalstraßennetz auf dieses Gebiet ausgeweitet wurde. Sie führte über die untere Küstenstraße (Basse Corniche) entlang, während die N 7 die obere Küstenstraße (Grande Corniche) nutzte, und hatte eine Länge von 22 Kilometern. Durch ihren küstennahen Verlauf durchquerte sie auf einer 4 km langen Strecke Monaco. 1933 wurde sie zur Nationalstraße 559 umgewidmet und wurde im Jahr 1978 ein Teil der Nationalstraße 98. 2006 erfolgte die Abstufung. Innerhalb von Villefranche-sur-Mer hatte sie zwei Seitenäste ohne Nummer, die die zwei Häfen anband. Diese Seitenäste wurden 1933 zur N 559D und N 559E aufgestuft. Beide sind seit 1973 abgestuft und Kommunalstraßen.